# Вон (Онтарио)
Вон (енгл. Vaughan) је град у Канади у покрајини Онтарио. Према резултатима пописа 2011. у граду је живело 288.301 становника.

## Становништво
Према резултатима пописа становништва из 2011. у граду је живело 288.301 становника, што је за 20,7% више у односу на попис из 2006. када је регистровано 238.866 житеља.
| 2006.   | 2011.   | 2016.   |
| ------- | ------- | ------- |
| 238.866 | 288.301 | 306.233 |

## Партнерски градови
- Рамла
- Сора
- Ланчано
- Делија